# تانووکو

تانووکو شهری در شهرستان گاونگو در استان بازگا در بورکینافاسوی مرکزی است و جمعیت آن ۷۰۸ نفر است.